# Staelia thymoides
Staelia thymoides är en måreväxtart som beskrevs av Adelbert von Chamisso och Diederich Franz Leonhard von Schlechtendal. Staelia thymoides ingår i släktet Staelia och familjen måreväxter. Inga underarter finns listade i Catalogue of Life.